# Altengamme
Altengamme és un nucli del bezirk de Bergedorf de l'estat d'Hamburg a Alemanya, situat al marge dels rius Elba, Dove Elbe i Brookwetterung. El 2011 tenia 2204 habitants a una superfície de 15,6km². És el nucli més oriental de la ciutat a la frontera amb el municipi de Geesthacht de l'estat de Slesvig-Holstein.

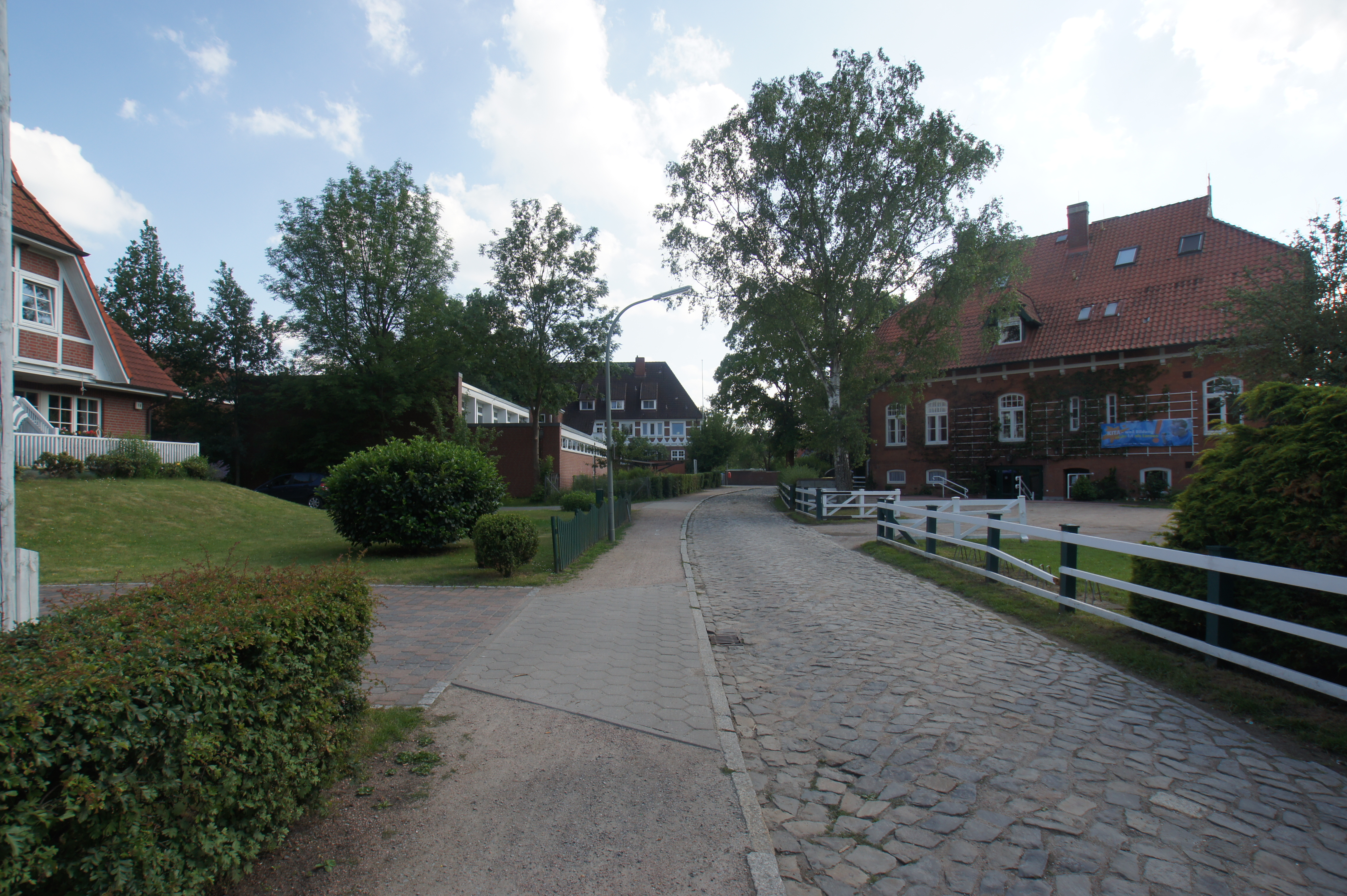
L'escola i unes cases al centre del poble

És un poble dispers a uns quatre carrers amont als dics darrere dels quals van construir-se les cases i masos. Per crear pòlders aptes per al conreu, al segle xii l'home va començar a desguassar les planes d'al·luvió a la vall de l'Elba, per causa del seu terra fèrtil. Els primers dics i una xarxa densa de canals de desguas van construir-se entre 1150 i 1250. De segle a segle i d'inundació a inundació alçar i enfortir els dics. Junts amb Neuengamme, Curslack i Kirchwerder forma els Vierlande, quatre antigues illes a l'Elba. El primer esment escrit, encara en llatí Antiqua Gamma data del 1188. Des del 1420, després de la batalla de Bergedorf va esdevenir un condomini de les ciutats hanseàtiques Lübeck i Hamburg. El 1867 la ciutat d'Hamburg va comprar la part de Lübeck i l'1 d'abril de 1938, després de la llei de l'àrea metropolitana d'Hamburg va fusionar definitivament amb la ciutat d'Hamburg..
Fins avui els Vierlande junts amb els Marschlande continuen a ser l'hort d'Hamburg. A l'inici es cultivaven cereals i hi havia ramaderia, però ja al segle xvii la cultura va diversificar-se vers flors i verdura, productes a valor afegit superior. El 1693 arriba la cultura de maduixes, el 1750 les patates, el 1795 les gerderes, cireres, albercocs tot i vinyes, el 1848 el ruibarbre i el 1880 els tomàquets. Els gèrmens de muguet són un producte d'exportació conegut. El primer dels nombrosos hivernacles que avui deixen la seva empremta tot arreu al paisatge, va erigir-se el 1790 Fins avui, l'agricultura queda l'activitat econòmica principal del poble.
Com que les conreadors ja aviat a l'edat mitjana van alliberar-se del jou feudal i crear la seva riquesa pròpia, hom troba tot arreu masos llargs d'entramats de roure i de rajoles vermells, coberts d'un taulat de canyís. Molts són monuments llistats.
Fins a la construcció del ferrocarril el 1912, el transport es feia per barcasses via el riu Dove Elbe cap a Hamburg. La línia va ser tancada per al trànsit comercial el 1953 i va transformar-se en camí per a ciclistes i vianants.

## Llocs d'interès
- L'Església de Nicolau de la qual el primer esment escrit data del 1247.[4]
- La piscina a cel obert d'estiu Sommerbad Altengamme (Horari de la piscina)
- Els senders per a vianants lents
- El parc natural del Borghorster Elblandschaft

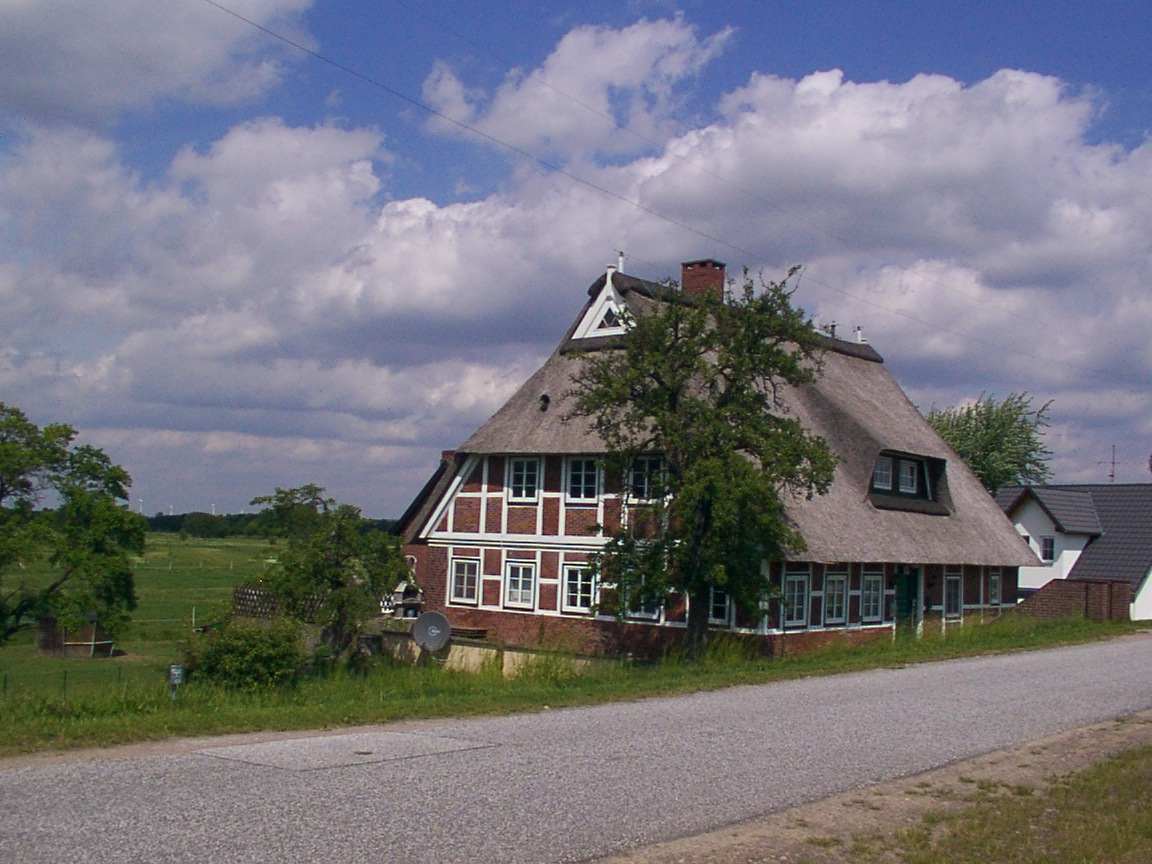
Mas construït amb entramat de fusta avall del dic Altengammer Elbdeich
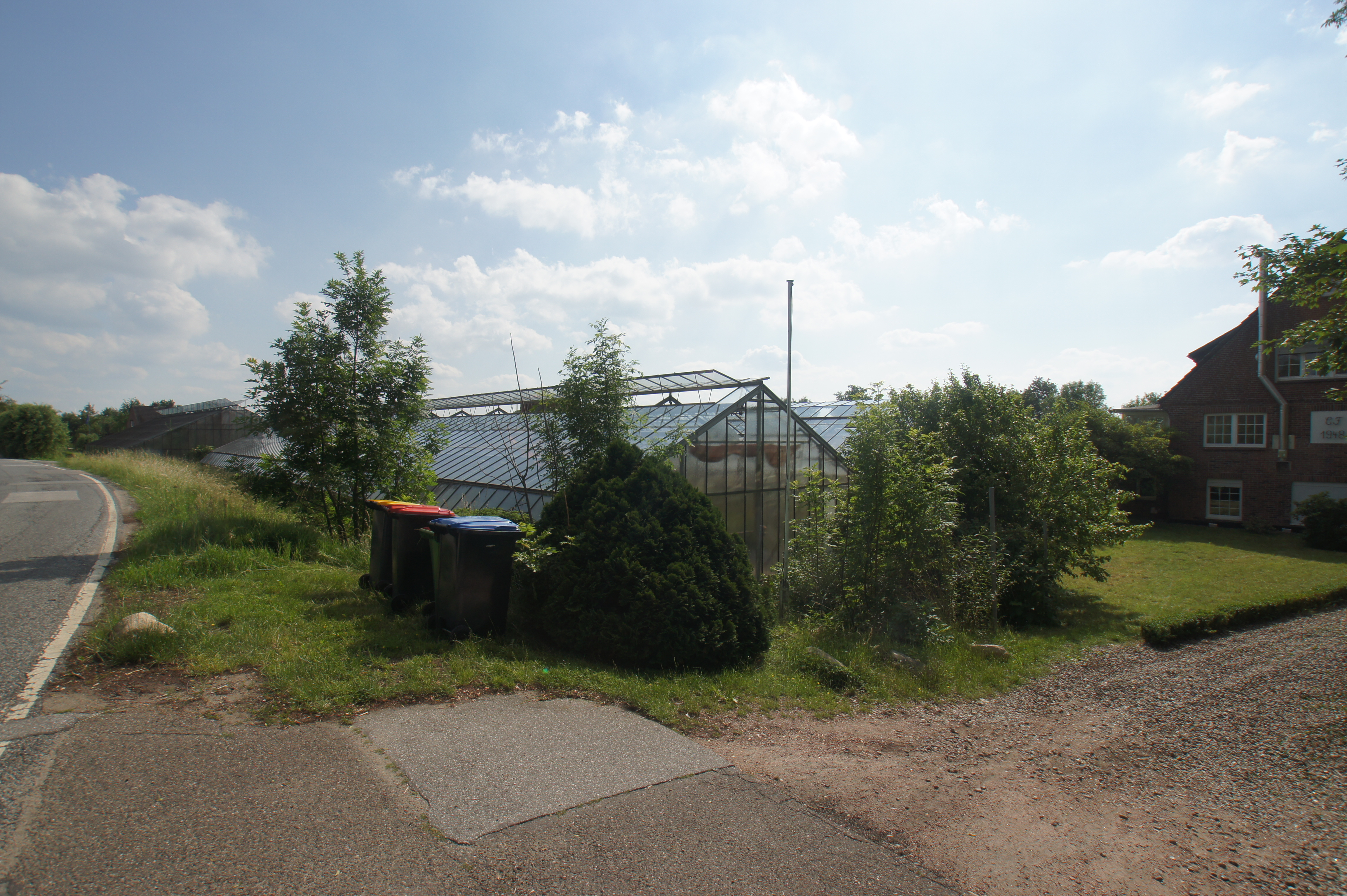
Un hivernacle al dic "Curslacker Deich"
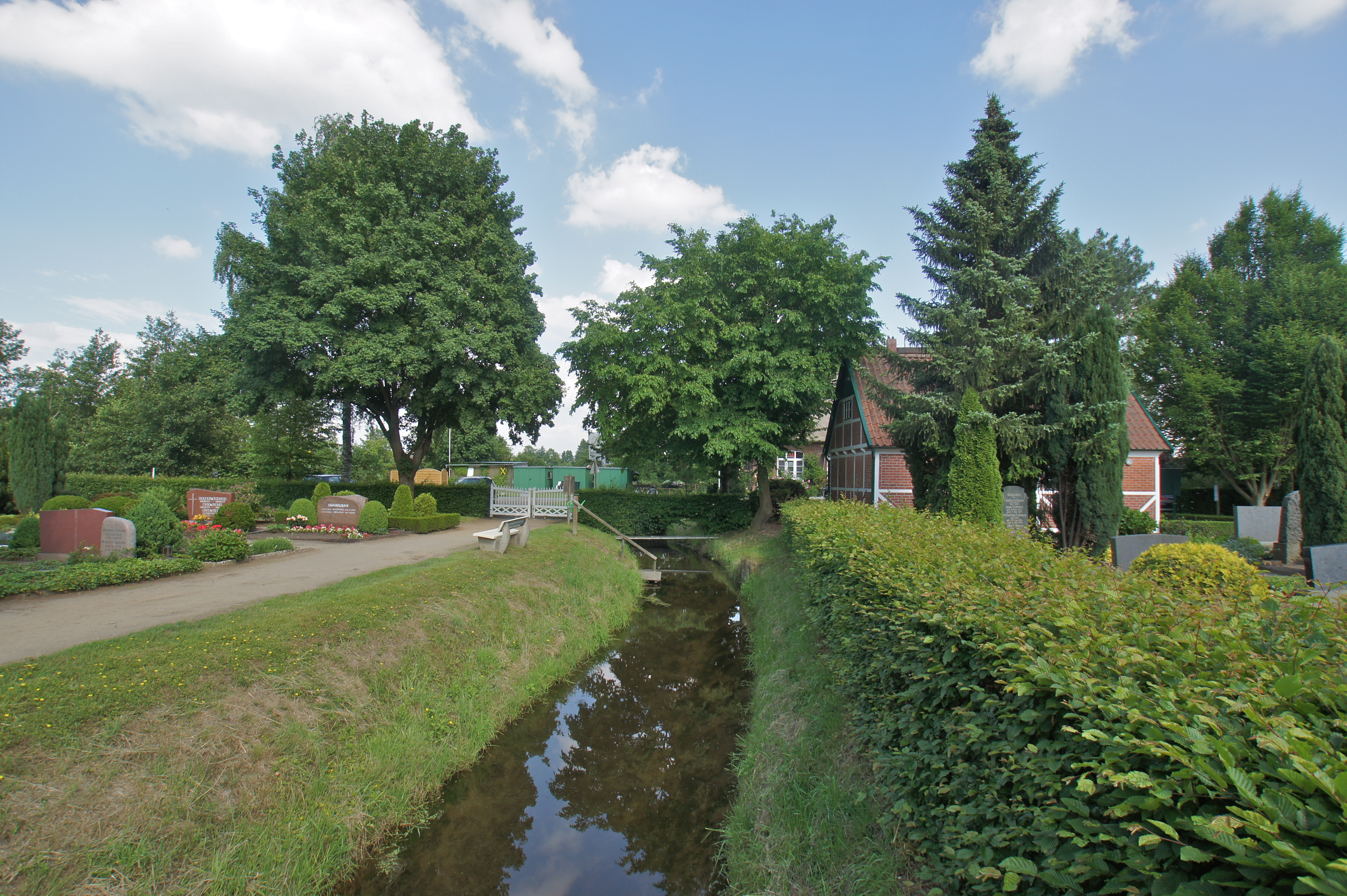
Wettern al cementiri
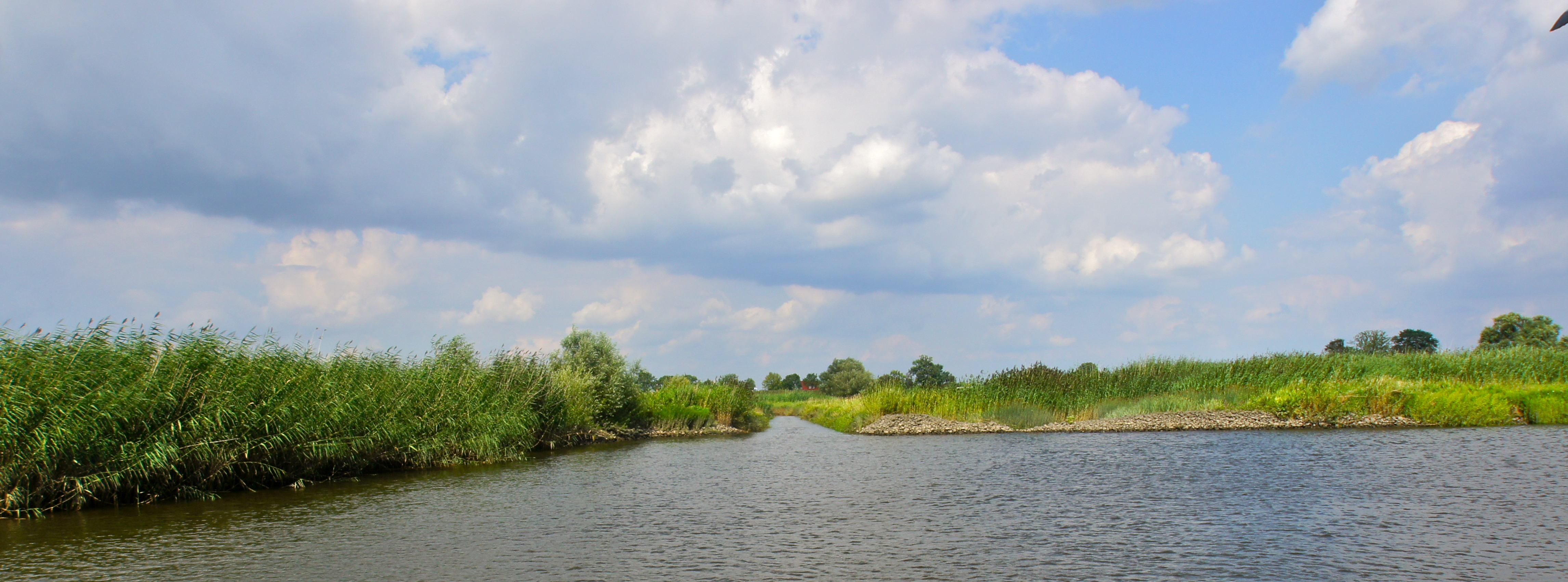
Aiguabarreig de l'Elba i del Schlenze a marea alta a la reserva natural del Borghorster Elblandschaft